# Isolona pleurocarpa
Isolona pleurocarpa är en kirimojaväxtart som beskrevs av Friedrich Ludwig Diels. Isolona pleurocarpa ingår i släktet Isolona och familjen kirimojaväxter. Inga underarter finns listade i Catalogue of Life.